# 2002 en Grèce
Chronologie de la Grèce
- 1998
- 1999
- 2000
- 2001
- 2002
- 2003
- 2004
- 2005
- 2006

Cette page concerne les évènements survenus en 2002 en Grèce  :

## Évènement
- 30 juillet : Loi 3037/2002 pour l'interdiction des jeux électroniques en Grèce, incluant les jeux vidéo sur PC.
- 28 novembre : Par l'arrêt ex-roi de Grèce et autres c. Grèce, la Cour européenne des droits de l'homme  condamne la République hellénique à indemniser l'ex-roi des Hellènes Constantin II, sa sœur la princesse Irène et leur tante la princesse Catherine.

## Cinéma - Sortie de film
- 9-17 novembre : Festival international du film de Thessalonique.
- Je suis las de tuer tes amants
- Le Roi

## Sport
- 8-24 février : Participation de la Grèce aux Jeux olympiques d'hiver à Salt Lake City aux États-Unis.
- 7-16 mars : Participation de la Grèce aux Jeux paralympiques d'hiver (en) à Salt Lake City aux États-Unis.
- 18-21 avril : Organisation des championnats d'Europe de gymnastique artistique féminine à Patras.
- 3-5 mai : Victoire de l'équipe du Panathinaïkos à l'Euroleague Final Four (en).
- 1er-4 août : Organisation du tournoi masculin de la Ligue mondiale de water-polo (en) à Patras.
- 6-11 août : Participation de la Grèce aux championnats d'Europe d'athlétisme (en).
- 2-3 novembre : Organisation des hampionnats du monde de lutte féminine à Chalcis.
- Participation de la Grèce aux championnats d'Europe de tir (en).
- Championnat de Grèce de basket-ball 2001-2002 (en)
- Championnat de Grèce de basket-ball 2002-2003 (en)
- Championnat de Grèce de football 2001-2002
- Championnat de Grèce de football 2002-2003
- Coupe de Grèce de football 2001-2002 (en)
- Coupe de Grèce de football 2002-2003 (en)
- Création des clubs de sports : Aris Baseball Club (en) (baseball), PAOK Salonique (féminines) (football), UoP Racing team (en) (Formula Student).

## Création
- Citoyens actifs (en), parti politique.
- École d'enseignement pédagogique et technologique (en) à Athènes.
- Hellas Jet, compagnie aérienne.
- Métropole de Glyfáda
- Musée byzantin de Veroia (en)
- Tunnel sous-marin Aktio–Preveza (en)
- Université du Péloponnèse
- Verts écologistes, parti politique.

## Naissance
- Konstantínos Tzolákis, footballeur.
- Chrístos Tzólis, footballeur.

## Décès
- Mikhaíl Stasinópoulos, Président de la République.